# Use Your Illusion I (video)
Use Your Illusion I är en live-video från 1992 med den amerikanska sleazerockgruppen Guns N' Roses. Videon är inspelad i Tokyo 1992 och innehåller den första halvan av spelningen, den andra finns med på dvd:n Use Your Illusion II.

## Låtlista
1. "Nightrain"
2. "Mr. Brownstone"
3. "Live And Let Die"
4. "It's So Easy"
5. "Bad Obsession"
6. "Attitude"
7. "Pretty Tied Up"
8. "Welcome to the Jungle"
9. "Don't Cry"
10. "Double Talkin' Jive"
11. "Civil War"
12. "Wild Horses"
13. "Patience"
14. "November Rain"

## Bandmedlemmar
- W. Axl Rose (sång)
- Slash (gitarr)
- Gilby Clarke (gitarr)
- Duff McKagan (bas)
- Matt Sorum (trummor)
- Dizzy Reed (keyboards)